# Финал Кубка Англии по футболу 1989
Финал Кубка Англии по футболу 1989 года стал 109-м финалом старейшего футбольного кубкового турнира в мире, Кубка Англии. Матч состоялся 20 мая 1989 года на стадионе «Уэмбли» в Лондоне. В нём встретились «Ливерпуль» и «Эвертон». Игра завершилась со счетом 3:2 в пользу «Ливерпуля».

## Детали матча
| Ливерпуль                   | 3:2 (доп. вр.) | Эвертон          |
| --------------------------- | -------------- | ---------------- |
| - Олдридж 4′ - Раш 95′ 104′ | (отчёт)        | Макколл 89′ 102′ |

| Ливерпуль | Эвертон |